# 9860 Archaeopteryx
9860 Archaeopteryx è un asteroide della fascia principale. Scoperto nel 1991, presenta un'orbita caratterizzata da un semiasse maggiore pari a 3,1633642 UA e da un'eccentricità di 0,0793549, inclinata di 9,96567° rispetto all'eclittica.
L'asteroide prende il nome dall'omonimo genere estinto di dinosauri.